# District d'Etawah
Le district d'Etawah (en hindi : इटावा जिला) est l'un des districts de la division de Kanpur dans l'État de l'Uttar Pradesh en Inde.

## Géographie
La capitale du district est la ville d'Etawah. 
La superficie du district est de 2 311 km2 et la population au recensement de 2011 s'élève à 1 581 810 habitants.